# Gorschmitz
Gorschmitz ist ein Ortsteil der Stadt Leisnig im Landkreis Mittelsachsen. 1964 hatte der Ort 341 Einwohner. 1965 wurde Röda eingemeindet, 1969 mit diesem nach Leisnig.

## Geschichte

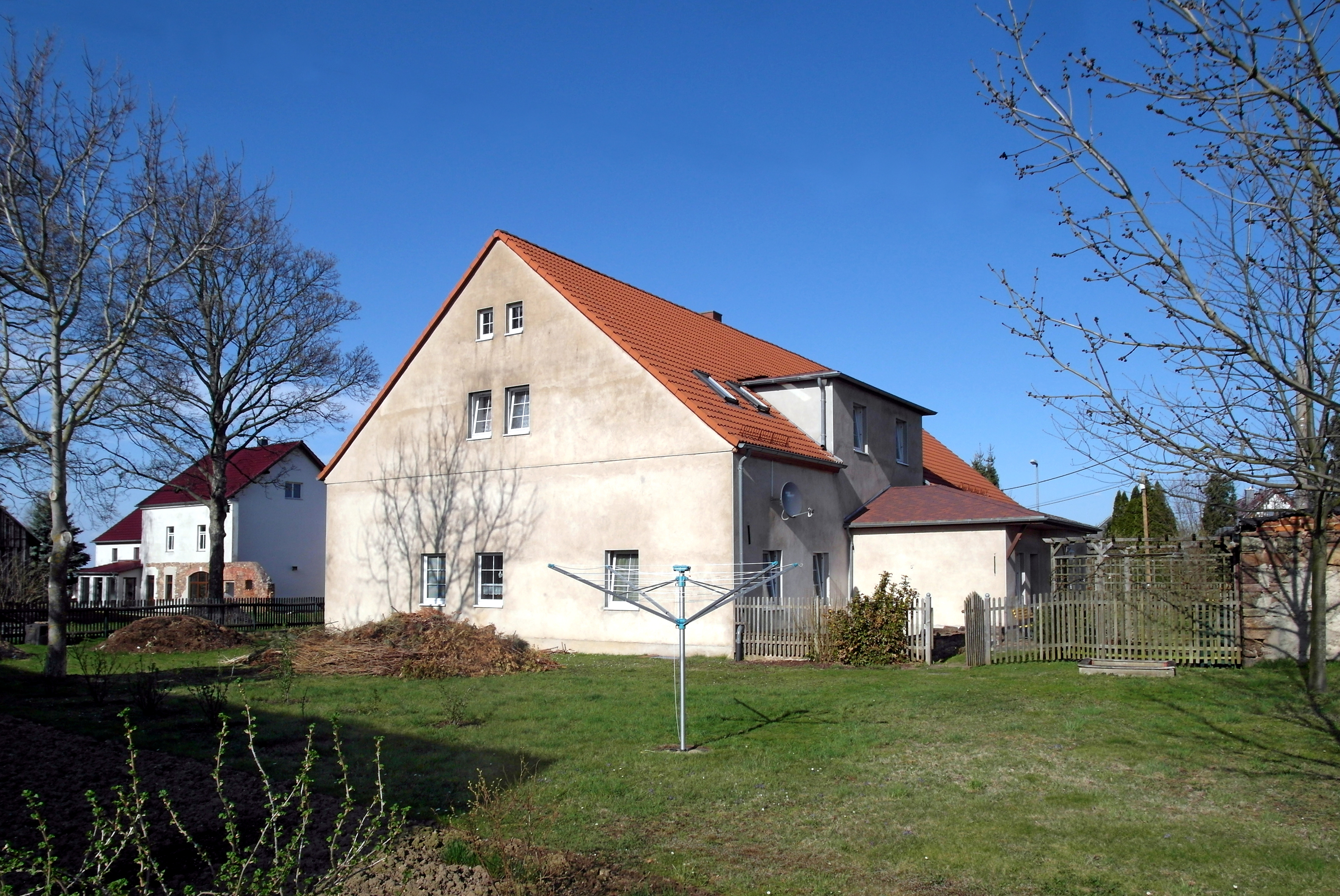
Im Kern das Herrenhaus des einstigen Ritterguts

Das Dorf Gorschmitz ist sorbischen Ursprungs, erkennbar an der Tatsache, dass es noch 1564 Frondienste im Vorwerk Tragnitz leisten musste; da es kein Wachkorn zu geben hatte, könnte es erst nach der Errichtung des Burgwardes Leisnig entstanden sein.
1278 übertrug Bgf. Albrecht von Leisnig dem Kloster Sornzig Güter in Wallbach, die Otto de Korsinitz aufgelassen hatte. 
1290 verkaufte Otto de Scecewyzc in Kurzmyzc seinen Besitz in Gorschmitz zusammen mit dem Burgstadel von Brösen an das Kloster Buch. 
Das sind sechs Hufen, die er als Lehen der Burggrafen von Leisnig hat, und ein Allod mit fünf Hufen, zusammen das gesamte Dorf, nach entsprechender Auflassung, unter der Bedingung, dass ihm und seiner Gemahlin das Nutzungsrecht auf Lebenszeit verbleibt. Das Lehen und das Allod werden gesondert bezahlt.
1292 übertrug der Bischof von Meißen seinen Zehnt von dem Allod in Gorschmitz an das Kloster, der ebenfalls vom Kloster gekauft worden war.
1308 kauften die Vorsteher der Kirche St. Matthäi in Leisnig Abgaben in Gorschmitz und wiesen sie einer Frühmesse zu.
1378 hatte Gorcschmicz jährlich 20 Scheffel Korn und dasselbe in Hafer an das castrum Leisnig zuliefern, dazu zusammen mit Röda ein Küchenrind.
1465 willigten Kurfürst Ernst und Herzog Albrecht in einen Tausch der Lehen an den Vorwerken in Gorschmitz und Wendishain ein: das Kloster Buch erhielt das Lehnsrecht an Wendishain und gab dafür sein Lehnsrecht an Gorschmitz zurück.
1496 werden Bauern von Gorschmitz namentlich genannt, deren Abgaben nun an den neu errichteten Altar Compassionis Mariae in der Matthäi-Kirche Leisnig gehen sollten, nämlich: Pawel Fochs und Simon Kittel. Besitzer von Gorschmitz waren die Herren von Kötteritzsch geworden, die diese Abgaben verkauften.
1548 nennt das Amtserbbuch von Leisnig zu Gorschmitz „8 besessene Mann, davon 4 Hufner und 4 Hintersassen, die sind dem Kloster Buch lehenbar, aber Fabian von Auerswalde zinsbar“ mit 10 Hufen.
Zwischen den Herren von Kötteritzsch und denen von Auerswalde (1504–1533) waren die Besitzer des Vorwerkes Gorschmitz bürgerlichen Standes und hatten selbstverständlich diese Abgaben weiter an die Matthäi-Kirche Leisnig gezahlt. Fabian von Auerswalde erkannte jedoch den Pfarrer von Leisnig nicht als Lehnsherren an. Der Streit wurde 1533 durch Kurfürst Johann Friedrich derart gelöst, dass er das Vorwerk in ein Rittergut umwandelte mit entsprechendem Ritterdienst, die Abgaben an die Kirche hatte das Amt Leisnig zu übernehmen.
Kamprad bringt noch viele weitere Einzelheiten über die Besitzer des Rittergutes.
Der Ort war stets nach Leisnig gepfarrt.